# Hanns Maaßen
Hanns Maaßen, nacido como Otto Johannes Maaßen, (Lübeck, 26 de diciembre de 1908-Blankenfelde-Mahlow, 23 de junio de 1983) fue un escritor y periodista alemán.

## Vida
Procedía de una familia obrera. Aprendió el oficio de cantero y trabajó de ello durante un periodo. Era miembro de la Liga de los Jóvenes Comunistas de Alemania y desde 1928 del Partido Comunista de Alemania. En 1931 participó en una huelga contra el rearme, originada por la botadura del Deutschland. Fue redactor de la publicación comunista Norddeutschen Zeitung. Después de la llegada al poder de los nazis en 1933 fue arrestado un año en el campo de concentración de Kislau. En 1935 emigró a Sarre, Francia y luego a Suiza.
En 1936 formó parte de las Brigadas Internacionales y participó en la Guerra Civil Española. Fue comisario del Batallón Chapáyev y redactor del periódico de las brigadas El voluntario de la libertad. Tras la derrota del bando republicano en 1939 fue detenido y hecho preso por el régimen de Franco. En 1946 pudo regresar a Alemania y se trasladó a la Zona de Ocupación Soviética.
Fue miembro del Partido Socialista Unificado de Alemania y fue comentarista en Sender Leipzig, de donde fue despedido en 1950 por «desviaciones izquierdistas». Entre 1953 y 1966 fue redactor de la revista Volkskunst, ubicada en Leipzig; entre 1968 y 1971 fue redactor jefe del semanario Sonntag. Desde 1963 hasta su muerte fue miembro de la Deutscher Schriftstellerverband. Desde 1971 residió como escritor independiente en Kleinmachnow.
Publicó ensayos de temas literarios y relatos donde describía su larga estancia en España. Recibió en 1957 el premio Heinrich Mann, en 1959 la Vaterländischer Verdienstorden en bronce, en 1960 el Kunstpreis der Stadt Leipzig, en 1969 la Vaterländischen Verdienstorden en plata y en 1979 el Kunstpreis des FDGB y la Vaterländischen Verdienstorden en oro.

## Obra
- Die Messe des Barcelo (1956)
- Die Söhne des Tschapajew (1960)
- Die Kreuzertaufe (1963)
- Spanien (1965)
- Potsdam (1969)
- In der Stunde der Gefahr (1971)
- Gedenkstätte der deutschen Interbrigadisten (1974)
- Vom Heuberg weht ein scharfer Wind (1978=

### Edición
- Odio y amor (1967, junto a Karl Kormes)
- Brigada Internacional ist unser Ehrenname …
  - Vol. 1 (1974)
  - Vol. 2 (1974)